# Linkrot
Linkrot is het fenomeen waarbij op een internetpagina met links na enige tijd steeds meer aangeklikte links niet werken, omdat de doelpagina uit de lucht is, een andere naam heeft gekregen of omdat de webpagina of site niet meer bestaat. Dit is meestal een teken dat de weblink verouderd is. 
Wanneer een pagina wordt opgevraagd die niet meer bestaat, dan komt er vaak de foutcode "Error 404" op het scherm. Deze foutcode wordt verstuurd door de webserver die de opgevraagde pagina niet kan vinden. Sommige archiefdiensten zoals de Wayback Machine, WebCite of archive.today bieden de mogelijkheid om oude pagina's op te vragen en kunnen alternatieve spiegellinks creëren.

## Linkrot vermijden
Om linkrot te vermijden, kunnen hyperlinks centraal opgeslagen worden. Hierdoor wordt controleren en wijzigen makkelijker (als de URL's over de volledige website/het internet verspreid zitten, gaat dat veel moeilijker). Permalinks gebruiken voor pagina's verhoogt de kans dat de link in de toekomst blijft werken. Als een URL wijzigt kan dit aangegeven worden met de HTTP-statuscode 301 Moved Permanently. Dit geeft de zoekmachines zoals Google de mogelijkheid om deze links te updaten in hun zoekindex.
Linken naar subpagina's ("deeplink") verhoogt de kans op linkrot.

## Linkrot opsporen
Linkrot opsporen kan manueel of automatisch (met software die links controleert) gebeuren. Sommige websites beschikken over een contactformulier waar de gebroken links gemeld kunnen worden.